# Maurizio Jacobacci
Maurizio Jacobacci (Bern, 11 januari 1963) is een Zwitsers voormalig voetballer en huidig voetbalcoach die speelde als aanvaller.

## Carrière

### Spelerscarrière
Jacobacci's carrière begon bij BSC Young Boys, voor wie hij speelde van 1978 tot 1983. Van 1983 tot 1984 speelde hij voor FC Vevey, dat net als YB in die tijd in de eerste klasse (NLA) speelde. Daarna verhuisde hij naar Neuchâtel Xamax en werd met de club Zwitsers kampioen in 1987. 
Na dat seizoen verhuisde Jacobacci naar AC Bellinzona. Na vier seizoenen in Ticino ging hij naar FC Wettingen, dat op dat moment ook in de NLA speelde. Na één seizoen speelde hij nog twee seizoenen bij Servette FC Genève, één bij FC St. Gallen en één bij Lausanne Sports. Uiteindelijk beëindigde hij zijn carrière bij AC Bellinzona.

### Coaching carrière
Maurizio Jacobacci begon zijn loopbaan als voetbaltrainer bij AS Origlio en US Monte Carassoin in de 3e divisie. Daarna coachte hij FC Mendrisio (2e divisie). Met deze club won hij de Ticino Cup en promoveerde naar de 1e divisie. Hij verhuisde naar FC Chiasso (1e divisie) en maakte daarna de sprong naar de Super League als assistent-coach van Grasshopper Club Zürich. Hij bleef er drie jaar en werkte o.a. met Hanspeter Zaugg en Marcel Koller. Onder zijn hoede werden de Grasshoppers eenmaal Zwitsers kampioen. In juni 2003 behaalde hij het diploma NL coach / UEFA Pro en werd hij coach van SR Delémont. Daarna volgden engagementen bij drie andere clubs uit de Challenge League en vervolgens de première in de Super League met negen wedstrijden bij FC Sion. 
In 2008 ging hij naar SC Kriens, dat hij terugleidde van de 1e divisie naar de Challenge League. In de twee daaropvolgende seizoenen van de Challenge League behaalde hij in het 1e jaar een uitstekende 5e plaats en een plaats in de halve finales van de Zwitserse beker, en in het 2e jaar behield hij veilig de competitie. In het seizoen 2010/11 leidde hij Kriens ook naar een plaats in de Challenge League, maar nam onmiddellijk na afloop van het seizoen ontslag als trainer. Jacobacci noemde het gebrek aan vooruitzichten met het oog op de dreigende vermindering van het aantal deelnemers aan de Challenge League als doorslaggevende reden. Bovendien had SC Kriens reeds aangekondigd dat de financiële situatie een verlaging van de begroting onvermijdelijk maakte.
In januari 2012 nam Jacobacci de coaching van het 1e elftal van FC Schaffhausen over. In de zomer van 2013 promoveerde Jacobacci met FC Schaffhausen naar de Challenge League door een 2-1 overwinning op YF Juventus. Sindsdien speelt de club in de middenmoot van deze competitie. Op 7 maart 2016 werd Jacobacci ontslagen door FC Schaffhausen. Op 7 juni 2016 werd Jacobacci hoofdtrainer van de traditionele Tiroolse club FC Wacker Innsbruck in Oostenrijk. Na 10 afgesloten rondes in het kampioenschap 2016/17 stond FC Wacker Innsbruck op de 8e plaats van de 10 met 9 punten. Op 21 september 2016 kondigde de club de afscheiding van Jacobacci aan.
In 2017 ging hij opnieuw aan de slag bij FC Wil 1900, en nadien opnieuw bij FC Sion waar hij eerst de jeugd coachte en nadien kort de eerste ploeg. In 2019 was hij korte periode coach bij AC Bellinzona. Van 2019 tot 2021 was hij coach van Super League ploeg FC Lugano. In 2021 ging hij aan de slag bij de Franse club Grenoble Foot 38 waar hij in december werd ontslagen en opgevolgd door Frédéric Guéguen. In december 2022 volgde hij de ontslagen Karim Delhoum op en nam over van interim-trainer Anis Boujelbene bij CS Sfaxien. Eind februari volgde zijn ontslag bij de Tunesische ploeg en een week later ging hij aan de slag bij het Duitse TSV 1860 München.

## Erelijst

### Als speler
- Zwitsers landskampioen: 1987

### Als assistent-coach
- Zwitsers landskampioen: 2001